# Missouri (rijeka)
Missouri (također Missouri River) je rijeka u Sjevernoj Americi, pritoka rijeke Mississippi. S 3767 km dužine, ili više od 4000 km ako se računaju i pritoci, najduža rijeka u Sjedinjenim Državama i zajedno s rijekom Mississippi četvrta najduža na svijetu.

## Opis
Missouri, čije porječje obuhvaća šestinu sjevernoameričkog kontinenta, nastaje u Stjenjaku spajanjem tri rijeke, Madison, Jefferson i Gallatin kraj grada Three Forks u američkoj saveznoj državi Montani. U gornjem toku isprva teče planinskim kanjonima te stvara brojne brzace i vodopade iskorištene za proizvodnju električne energije. Nizinski tok započinje kod grada Great Falls, nekada krajnje plovne granice rijeke. Brojne hidroelektrane i umjetna jezera obilježavaju nizinski tok kroz države Sjevernu i Južnu Dakotu (jezera Sakakawea, Sharpe, Fort Peck, Francis Case, Lewis and Clark, Oahe i brane Big Bend, Fort Peck, Fort Randall, Garrison, Oahe). Nadimak rijeke je "Big Muddy" (veliki blatnjavi) i također "Dark River" (tamna rijeka) radi velike količine mulja. Najprometniji je donji dio toka od Kansas Cityja do St. Louisa.

## Povijest
Rijeka, po kojoj je nazvana i država Missouri, nazvana je po Siouan plemenu, čiji naziv, na jeziku Miami-Illinois, ouemessourita (wimihsoorita) znači "oni koji imaju izdubljene kanue". Također je poznata po nazivima: Big River, Big Muddy, Emasulia sipiwi, Eomitai, Katapan Mene Shoska, Le Riviere des Missouri, Mini Sose, Missoury River, Ni-sho-dse, Nudarcha, Rio Misuri, Riviere de Pekitanoni, Riviere de Saint Philippe, Le Missouri, Le Riviere des Osages, Missures Flu, Miz-zou-rye River, Niutaci, Pekitanoui, River of the West, Yellow River. Prvi Europljani koji su posjetili područje bili su francuski istraživači Louis Jolliet i Jacques Marquette u 17. stoljeću, te su rijeku nazvali Pekistanoui. Missouri je ostao neistražen dok Étienne de Veniard, Sieur de Bourgmont nije 1713. objavio "Exact Description of Louisiana, of Its Harbors, Lands and Rivers, and Names of the Indian Tribes That Occupy It, and the Commerce and Advantages to Be Derived Therefrom for the Establishment of a Colony" i iduće godine "The Route to Be Taken to Ascend the Missouri River". 
Bourgmont je prvi koristio naziv "Missouri" za rijeku, te je njegove podatke kartograf Guillaume Delisle koristio za prvu detaljnu kartu područja, koje je u 18. stoljeću bilo dio francuskog teritorija Louisiana. Španjolci su 1763. preuzeli kontrolu nad regijom po završetku francusko-indijanskog rata/sedmogodišnjeg rata. 1795. – 1797., značajna ekspedicija MacKay i Evans, rezultirala je detaljnom kartom gornjeg toka Missourija. 1800., Španjolska je vratila kontrolu nad područjem Francuskoj, koja je tri godine kasnije cijeli teritorij Lousiane, zajedno s rijekom Missouri prodala Sjedinjenim Državama za 15 milijuna američkih dolara. Tadašnji američki predsjednik Thomas Jefferson poslao je istraživače Meriwethera Lewisa i Williama Clarka da istraže rijeku i pronađu eventualni put za Tihi ocean. U 19. stoljeću Missouri je označavao Američku granicu, posebno južno od Kansas Cityja, te je bila jedno od ishodišta kolonizacije zapada.

## Galerija
- Great falls.
- Missouri kod Bismarcka 2004.
- Missouri u Saint Josephu.
- Brana Gavins Point.

## Vanjske poveznice
- Missouri River infolink   Arhivirana inačica izvorne stranice od 6. svibnja 2009. (Wayback Machine)
- Missouri River Basin Water Management Information   Arhivirana inačica izvorne stranice od 15. svibnja 2009. (Wayback Machine)
- MISSOURI RIVER - northern.edu   Arhivirana inačica izvorne stranice od 7. veljače 2009. (Wayback Machine)